# La Soledad, Cuerámaro
La Soledad är en ort i Mexiko.   Den ligger i kommunen Cuerámaro och delstaten Guanajuato, i den centrala delen av landet, 300 km nordväst om huvudstaden Mexico City. La Soledad ligger 1 703 meter över havet och antalet invånare är 239.
Terrängen runt La Soledad är varierad. Runt La Soledad är det ganska tätbefolkat, med 72 invånare per kvadratkilometer. Närmaste större samhälle är Cuerámaro, 7,6 km söder om La Soledad. Trakten runt La Soledad består till största delen av jordbruksmark.